# Bob Foster
Robert Lloyd Foster, detto Bob (Borger, 15 dicembre 1937 – Albuquerque, 21 novembre 2015), è stato un pugile statunitense, uno dei più grandi mediomassimi nella storia della boxe. Più alto (191 cm) e con un allungo superiore (201 cm) per un pugile della sua categoria, ha conquistato il titolo mondiale nel 1968, battendo il grande Dick Tiger per KO al quarto round e ha difeso la corona in totale quattordici volte dal 1968 al 1974. Durante la sua carriera ha tentato più volte di combattere per i pesi massimi ma fu sconfitto, tra gli altri, da Joe Frazier (con titolo mondiale in palio) e da Muhammad Ali..

## La carriera

### Inizi
Texano, soprannominato "il Vicesceriffo", Foster combatté per la prima volta da professionista il 27 marzo 1961 a Washington, contro Duke Williams, vincendo per KO alla seconda ripresa. I primi 12 incontri della sua carriera li combatté nella costa orientale degli Stati Uniti e in Canada. Al decimo incontro, subì la sua prima sconfitta, per knockout all'ottavo round, per mano di Doug Jones già sfidante al titolo mondiale dei mediomassimi ma proveniente dalla categoria superiore.
Dopo altre due vittorie, nel 1963 combatté a Lima, in Perù, dove perse contro il campione sudamericano Mauro Mina ai punti in dieci riprese. Dopo aver vinto per KO altri tre combattimenti negli Stati Uniti, nel 1964 fece il tentativo di combattere nei pesi massimi, venendo sconfitto per KO al settimo round dal futuro campione mondiale WBA Ernie Terrell, che gli rendeva nove kg di peso e sette cm in altezza. Concluse l'anno da mediomassimo, conseguendo altre tre vittorie per KO. L'11 novembre 1964 affrontò l'ex sfidante del titolo mondiale Henry Hank, mandandolo KO al decimo round.
Nel 1965, combatté cinque volte, vincendone quattro e perdendone uno. Batté nuovamente Henry Hank ai punti in 12 riprese, ma fallì il tentativo di entrare nella top ten dei pesi massimi perdendo ai punti in dieci riprese contro Zora Folley, futuro avversario di Muhammad Ali. L'anno dopo sconfisse Leroy Green in due round.
Nel 1967 Foster, essendo andati delusi i suoi tentativi di avere successo nei pesi massimi, decise di rinunciare per il momento al passaggio nella categoria superiore e vinse tutti e sette gli incontri disputati nei mediomassimi, di cui sei prima del limite. Tra gli sconfitti c'erano Eddie Cotton, Eddie Vick e Sonny Moore; alla fine dell'anno fu classificato come sfidante numero uno al titolo mondiale dei mediomassimi.

### Campione del mondo dei mediomassimi
Foster conquistò il titolo mondiale dei mediomassimi il 24 marzo 1968 al Madison Square Garden di New York, abbattendo un "mostro sacro" come Dick Tiger per KO al quarto round. La ripresa fu premiata come "Round of the year" per il 1968 dalla rivista specializzata Ring Magazine.
Dopo di ciò, tentò nuovamente di combattere nei pesi massimi, sconfiggendo Charlie Polite per knockout tecnico alla terza ripresa. Batté poi, al limite degli 81 chili, ancora Eddie Vick e poi il suo futuro sfidante Roger Rouse, entrambi per knockout tecnico.
Nel 1969, mise in palio il titolo mondiale con Frank DePaula che lo sorprese, atterrandolo in apertura del primo round. Foster si rialzò e, nello stesso round, mandò al tappeto lo sfidante per il conto totale, conservando la cintura di campione del mondo. Il successivo combattimento con il titolo in palio fu contro Andy Kendall, che sconfisse per KO al quarto round. Concluse gli anni '60 con altre due vittorie prima del limite.

### Frazier-Foster
Nel 1970, Foster fece altre due incursioni nei pesi massimi. Nel primo combattimento batté per KO Lee Wallace in sei round. Poi tornò nei mediomassimi per respingere l'assalto di Roger Rouse, il cui manager aveva messo in dubbio la precedente vittoria di Foster, ottenuta per Kot, senza che Rouse fosse stato atterrato. Il 4 aprile 1970 Foster sconfisse nuovamente Rouse per Kot alla quarta ripresa ma, stavolta, dopo averlo atterrato cinque volte. Seguì un'altra vittoriosa difesa del titolo contro Mark Tessman, conseguita per knockout tecnico alla decima ripresa.
Gli fu quindi finalmente data la possibilità di sfidare per il titolo mondiale dei pesi massimi il detentore Joe Frazier. Sfortunatamente, il 18 novembre 1970, a Detroit, di fronte a 18.036 spettatori, Frazier lo mise KO in due soli round.
Dopo aver sconfitto Hal Carroll per knockout tecnico alla quarta ripresa con il titolo in palio, la WBA lo privò del titolo e allestì un incontro tra il venezuelano Vicente Rondón e Jimmy Dupree. Vinse Rondón ma Foster continuò ad essere riconosciuto campione del mondo dalla WBC.
Foster difese ancora vittoriosamente il suo titolo con Ray Anderson, Tommy Hicks e Brian Kelly. Di questi tre, solo Anderson riuscì a resistere alla distanza dei 15 round ma perse comunque ai punti.

### Alì-Foster
Il 7 aprile 1972, a Miami, fu organizzato l'incontro per la riunificazione del titolo mondiale dei mediomassimi tra Foster e Rondón. A Foster bastarono soltanto due round per spedire l'avversario al tappeto per il conto complessivo e tornare ad a essere l'indiscusso campione del mondo.
Nel combattimento successivo conservò il titolò per KO alla quarta ripresa, mandando al tappeto Mike Quarry con quello che molti critici hanno definito uno dei migliori pugni della storia. La sua successiva difesa del titolo, contro Chris Finnegan, terminata vittoriosamente per KO al quattordicesimo round, è stato definito il miglior incontro del 1972 dalla rivista Ring Magazine.
Successivamente, Foster salì di peso per affrontare l'ex e futuro campione mondiale dei pesi massimi Muhammad Ali ma perse per knockout all'ottavo round, dopo essere stato atterrato sette volte.
Nel 1973, Foster mantenne il titolo contro il sudafricano Pierre Fourie, in due incontri vinti entrambi ai punti. Il secondo match, disputato in Sudafrica all'epoca dell'apartheid, fu il primo combattimento di boxe allestito nel paese tra un bianco contro un nero.
Foster difese per l'ultima volta il titolo mondiale dei mediomassimi nel 1974, quando fu costretto al pareggio dall'argentino Jorge Ahumada, che riuscì anche a mandarlo al tappeto anche se non per il conto complessivo. Successivamente, annunciò il suo ritiro, lasciando vacante il titolo mondiale da lui detenuto, come i grandissimi del pugliato.
Foster tornò alla boxe nel 1975, con risultati alterni, prima di ritirarsi definitivamente dallo sport nel 1978 all'età di 40 anni.
La rivista Ring Magazine lo ha classificato al 17º posto in un proprio elenco dei primi 100 picchiatori di ogni epoca e, nel 2002, al 55º posto in una propria classifica degli 80 migliori pugili degli ultimi 80 anni. La International Boxing Hall of Fame lo ha ammesso fra i più grandi pugili di ogni tempo.